# Maciste und die chinesische Truhe
Maciste und die chinesische Truhe er en tysk stumfilm fra 1923 af Carl Boese.

## Medvirkende
- Bartolomeo Pagano
- Rudolf Lettinger
- Edwin H. Knopf
- Elsie Fuller
- Toni Wittels
- Karl Falkenberg